# Жене у науци
Жене у науци веома доприносе од најранијих времена. Историчари који су се интересовали за науку су скренули пажњу на научне напоре и достигнућа жена, баријере са којима су се суочавале, као и стратегије које су спроведене како би њихов рад био прихваћен у главним часописима и другим публикацијама. Историјска, критичка и социолошка студија ових проблема је постала академска дисциплина по сопственом праву.
Укључивање жена у област медицине се десило у неколико раних цивилизација, а студиј природне филозофије је била отворена за жене у античкој Грчкој. Жене су допринијеле протонауци алхемије у првом или другом вијеку нове ере. Током средњег вијека, манастири су били важно мјесто за образовање жена, а неке од ових заједница су пружиле женама могућност да и оне допринесу научним истраживањима. Током 11. вијека дошло је до појаве првих универзитета, међутим жене су углавном биле искључене из универзитетског образовања.
Став о образовању жена у медицинским пољима у Италији је био либералнији него у другим мјестима. Прва жена која је стекла право на универзитетску столицу у пољу природних наука, у 18. вијеку. била је италијанска научница Лаура Баси.
Како је улога пола у великој мјери дефинисана у 18. вијеку, жене су доживјеле велики напредак у науци. Током 19. вијека, искључене су из најформалнијег образовања што се тиче научних области, али су у овом периоду почеле да их примају у учећа друштва. Каснијих година деветнаестог вијека, напредак женског колеџа омогућио је послове за жене научнике и могућности за оне које се желе образовати. Марија Кири, прва жена која је освојила Нобелову награду 1903. (физика), постала је двострука добитница Нобелове награде 1911. године (хемија), у области радијације (зрачења). Од прве награде која је додијељена жени па све до 2010. године, 40 жена је добило Нобелову награду за физику, хемију, физиологију или медицину.

## Историја

### Перспективе различитих култура
Током седамдесетих и осамдесетих година прошлог вијека, иако се појављују многе књиге и чланци о женским научницима, готово сви објављени извори игноришу жене друге боје коже и жене ван Европе и Сјеверне Америке. Један од ријетких изузетака је књига Дерека Рихтера из 1982. Године о женским научницима.
Формирање фонда Ковалескаја 1985. Године и Организације за жене у науци у развијајућем свијету 1993. године су освијетлили претходно маргинализиране женске научнике, али и без обзира на то, данас недостаје јако пуно информација о актуелним и пријашњим женама из земаља у развоју. Према Ен Хибнер Коблиц:
Већина радова о женским научницима се фокусирала на личности и научне супкултуре Европе и Сјеверне Америке, а историчари жена у науци су имплицитно или експлицитно претпоставили да ће запажања која су за те регије забиљежена, остати истинита и за остатак свијета. 

Кобилц је даље истакла,
Научно или техничко поље које се може сматрати необично за жене у једној држави у одређеном периоду, може заинтересовати много жена у различитим историјским периодима или у различитим земљама. Један од примјера је инжињерство, које се у многим земљама сматраискључиво доменом за мушкарце, посебно у престижним потпољима као што су електрични или машински инжињеринг. Међутим постоје изузеци за ово. У бившем Совјетском Савезу сви подсектори инжињеринга су имали висок проценат жена, а на Националном универзитету за инжињерство у Никарагви, жене су чиниле 70% од укупног броја студената 1990. године.  

### Древна историја
Учешће жена у области медицине је забиљежено у неколико раних цивилизација. Древни Египћанин, Мерит-Птах (око 2700. п. н. е.), познат и као главни љекар, један је од најранијих научника из историје науке. Агамедеа је цитирао Хомер као исцјелитеља у античкој Грчкој прије Тројанског рата (1194-1184пне). Агнодике је била прва жена љекар која је легално вјежбала у четвртом вијеку прије нове ере.
Жене су биле у могућности да студирају филозофију у античкој Грчкој. Постоје записи коју уклључују Аглаонике, која је предвидјела мрље, Теано, математичарка и љекарка, која је била ученица (а вјероватно и жена) Питагоре. Постојала је и једна школа у Кротони коју је основао Питагора, у којој су биле многе жене. У вријеме Египатске цивилизације, жене су се бавиле примијењеном хемијом. Правиле су пиво и припремале љековита једињења. Запажен је велики број жена које су донијеле многе иновације у алхемији. Најпознатија алхемичарка пророчица Мери, изумила је неколико хемијских инструмената.
Хипатија из Александрије је била грчка научница, прва историјски позната жена која се бавила математиком, астрономијом и филозофијом. Позната је по три велике расправе о геометрији, елгебри и астрономији, по изумима као што су хидрометар и инструмент за дестилацију воде. Постоје чак и неки докази да је Хипатија држала јавна предавања и имала нешто налик на јавну канцеларију у Александрији. Међутим, њен живот је завршен трагичном смрћу 415 године нове ере, када је Парабалани запалио јавно. Стога неки кажу да је њена смрт представља крај рада жена у науци стотина година касније.

### Средњи вијек
Раније године Средњег вијека, период познатији као Мрачно доба, су обиљежене падом Римског царства. Западни простори су уништени што је драматично утицало на интелектуални развој континента. Врло мало је било иновативног научног истраживања. Арапски свијет преузима све заслуге за очување научних достигнућа. Арапски научници су писали оригиналне научне радове и направили копије рукописа из класичних периода.
Као што је поменуто и раније, у ово периоду једна од значајнијих мјеста су манастири, гдје су монаси и монахиње су подстицали вјештине писања и читања, а неке од ових заједница пружиле су могућности женама да допринесу научним истраживањима. Примјер је њемачка опатица Хилдегарда Бингенска (1098-1179), чувена филозофкиња и ботаничарка, позната по својим списима, уклључујући различите научне предмете, медицину, ботанику и историју природе.
Хилдегард је рођена у племићкој породици која је служила грофовима Спонхајма, блиским рођацима владарске породице Хоенштауфена. Како је била десето дијете, болешљиво од рођења, када је напунила осам година, родитељи су је послали цркви као „десетину“ (врста пореза), како је било уобичајено у средњовековно време. Хилдегард је додијељена на старање Јути, сестри грофа Мајнхарда од Спонхајма, близу Дизибоденсберг манастира у Немачкој. Јута је била изузетно популарна и сакупила је много следбеника тако да се самостански круг око ње проширио. Након Јутине смрти 1136, Хилдегард је изабрана за старешјешину заједнице и преселила групу у нов манастир у Рупертсбергу на Бингену на Рајни.
Од своје ране младости, Хилдегард је тврдила да има религиозне визија. Примила је пророчки позив Бога пет година након њеног избора за Мајку (старешину манастира) 1141, који је од ње захтевао „Пиши што видиш!“ У почетку је оклевала да описује своја провиђења, задржавајући их за себе. На крају, након што јој је здравље попустило од психичког терета, чланови њеног реда убедили су је да пише. Како су вести о њеним провиђењима постајале познате, 1140-их, папа Евгеније III је чуо за Хилдегард преко Бернарда од Клервоа. Да би утврдио да ли су њене визије заиста биле божански инспирисане, Папа је саставио комисију која је посетила Хилдегард. Комисија је прогласила за стварног мистика, уместо за поремећену особу. Још једна позната њемачка опатица је Хросвита оф Гандершајм (935–1000), која је охрабривала жене да буду интелектуалци. Међутим како је порастао број и моћ монахиња, онима који су били наклоњени патријархату је то сметало, те су многи затворили врата женама, што је на крају ескалирало тиме да се женама забрани и да науче да пишу и читају. Са тиме, свијет науке је био затворен за све жене, правећи границу женског утицаја на развој науке.
Уласком у 11. вијек, отварани су први универзитети. Женама је, већином, било забрањено студирати. Међутим, постојали су неки изузеци. Италијански Универзитет Болоња, је дозвољавао женама да присуствују предавања од самог почетка, 1088. године.
Однос према женама у настави је у Италији био много либералнији него у осталим дијеловима свијета. Велики број жена је имао улогу предавача на универзитетима у Италији. Неке од њих су: Тротула де Салерно, Доротеа Буца, Абела, Јакобина Феличе, Алесандра Ђани, Маргарита, Меркуриаде, Констанца Календа.
Упркос успјеху жена, још увијек су постојале неке предрасуде које су утицале на њихово учешће у науци, посебно у Средњем вијеку. На примјер, Томас Акина, хришћански научник, писао је, говорећи о женама:

Она је ментално неспособна за држање ауторитета!

### Познате научнице 16. 17. и 18. вијека
Маргарет Кевендиш, аростократкиња седамнаестог вијека, учествовала је у неким од најважнијих научних дебата тог времена. Међутим, она није била уведена у Енглеско краљевско друштво, иако јој је једном било дозвољено да присуствује састанку. Написала је низ радова о научним питањима, укључујући и Запажања о експерименталној филозофији (1666) и Природи филозофије. У овим радовима она је посебно критиковала сва већа увјерења да су људи, кроз науку, били креатори природе. Рад из 1666. gодине покушао је да појача женску заинтересованост за науку. Опсервације су допринијеле експерименталне науке а наведено је да су микроскопи далеко од перфектних инструмената.
У Њемачкој, традиција учешћа жена у занатској производњи омогућила је женама да се укључе у опсервационе науке, посебно астрономију. Између 1650. И 1710. gодине, жене су биле 14% њемачких астронома. Најпознатији женски астроном у Њемачкој била је Марија Винкелман. Отац и стриц су је научили да приволи астрономију од малих ногу, те је наставила учење од самоуког астронома који је живио у близини. Када се удала за Прусијског најпознатијег астронома, Готфрида Кирша, добила је прилику да се посвети астрономији у већој мјери. Постала је његов асистент у астрономском опсерваторијуму у Берлину. Један од њених доприноса јесте да је открила комете. Када је њен супруг преминуо, Винкелманова се пријавила за позицију помоћника астронома на Берлинској академији, за коју је имала искуство. Као жена без универзитетског степена, ускраћен јој је тај положај. Припадници Берлинске академије страховали су да запосле жену на ту позицију, сматрајући да је то лоша идеја за њихов углед.
Жене и даље нису биле прихваћене као равноправни сарадници. Ниједна жена није позвана у Краљевско друштво нити у Француску академију наука све до двадесетог вијека.
Марија Сибила Меријан била је швајцарска природњакиња и научна илустраторка која је проучавала биљке и инсекте и илустровала их у детаљима. Њена пажљиво запажања и документација о метаморфози лептира учинила су је познатом. Марија Сибила Меријан је рођена 2. априла 1647. у Франкфурту, тада слободном граду Светог римског царства у породици швајцарског издавача Матеуса Меријана Старца. Њен отац је умро три године касније, а мајка јој се опет удала за сликара Јакоба Марела. Он ју је привукао да слика. У тринаестој години, већ је почела да слика прве илустрације инсеката и биљака.
"У мојој младости сам провела своје време истражујући инсекте. На почетку сам почела са свиленим црвима у мом родном граду Франкфурту. Тада сам схватила да гусенице производе предивне лептире, а да свилене бубе раде исто. Ово ме је навело да прикупим све гусенице које могу да пронађем како би видели како су се промениле". (Предговор из „Метаморфоза инсеката Суринама“)
Марија Сибила Меријан је објавила прву књигу научних илустрација, назива Neues Blumenbuch, 1675. године када је имала 28 година.
После 8 година сликања и учења, 1699. године, на иницијативу Корнелиса ван Ерсена ван Зомелздика, тадашњег гувернера холандске колоније Суринам, град Амстердам је наградио Марију грантом за путовање у Јужну Америку са њеном ћерком Доротеом.
По повратку у Европу, објављује своје велико дело Metamorphosis insectorum Surinamensium ,1705. године, због ког је и постала позната у свету илистрација.
бог њеног пажљивог и детаљног приступа описивању и цртању метаморфозе код лептира, сматра се по мишљењу Дејвида Атенбороуа, за једну од најбитнијих личности које су допринеле бољем познавању и развоју ентомологије.
Била је водећи ентомолог свог времена и открила је бројне чињенице о животу инсеката кроз рад на својим истраживањима.
Све у свему, научна револуција није учинила ништа да промени људске идеје о природи жена-конкретније- њиховој способности да допринесу науци баш као и мушкарци. Према Џексон Шпилвоглу Научници су користили нова научна открића како би ширили мишљење да су жене по природи инфериорне и подређене мушкарцима те погодне за играње домаће улоге домаћице и осјећајне мајке. Распрострањена дистрибуција књига је обезбиједила наставак ових идеја.
Леди Мери Вортли Монтегју је оспорила конвенцију увођењем вакцинисања великих богиња кроз варијације у западној медицини након што је била на путовањима у Отоманској империји. Године 1718. је бакцинисала сина, а када је 1721. године епидемија великих богиња погодила Енглеску, она је вакцинисала и своју кћерку. Ово је први такав подухват у Енглеској. Увјерила је и Каролину да тестира третман и на затвореницима. Принцеза Каролина је касније вакцинисала и своје двије ћерке 1722. године. Под псеудонимом, Монтегју је обајвила чланак гдје је детаљно описала вакцинацију и свједочила у корист вакцинације у септембру 1722. године.
Након јавне одбране 49 теза, Лаура Баси је докторирала филозофију 1732 на Универзитету у Болоњи. Баси је рођена у имућној породици, а отац адвокат јој је омогућио приватно образовање из различитих области. Између осталог, изучавала је логику, метафизику, филозофију, хемију, хидраулику, математику, механику, алгебру, геометрију, и класичне и модерне језике (грчки, латински, француски и италијански). У периоду од 1714. до 1731. године часове филозофије и метафизике држао јој је Гаетано Такони (Gaetano Tacconi), универзитетски професор који је био и приватни лекар породице Баси. Захваљујући Таконију који је увео Баси у академске кругове Болоње, запазио ју је кардинал Просперо Ламбертини (Prospero Lambertini) који је дуги низ година давао подршку њеном научном раду, са циљем промоције саме Болоње као правог места за стицање знања.
У својој двадесет првој години Баси је постављена за професора анатомије на Универзитету у Болоњи, већ следеће, 1732. године постала је члан Академије научног института, а 1733. године постављена је за руководиоца катедре за филозофију. На самом почетку, због тога што није приличило жени да држи предавање у учионици пуној мушкараца, могућности за професуру су јој биле ограничене, те је само повремено држала предавања, у ситуацијама када су у публици биле присутне и жене. Удала зе 1738. године за колегу, Ђузепеа Вератија (Giuseppe Veratti), са којим је имала осморо деце (по неким изворима и више). После тога, била је у могућности да редовно држи предавања код куће, а 1739. године њена молба упућена Универзитету са захтевом за више предавачких обавеза и већом платом је, захваљујући ургирању Ламбертинија и његових пријатеља, била испуњена, те је постала најплаћенији професор болоњског Универзитета, што јој је омогућило средства за набавку потребне опреме за извођење експеримената.
Баси је највише занимала Њутновска физика из које је држала предавања пуних 28 година. Била је једна од кључних особа за увођење Њутнових идеја физике и природне филозофије у Италију. За живота је објавила 28 радова, већи део из области физике и хидраулике, иако није написала ниједну књигу.
У својој 65 години, 1776. године, постављена је за шефа катедре експерименталне физике при Научном институту, док је њен муж био асистент предавач. Умрла је две године касније.
Марија Гаетана Ањези (итал. Maria Gaetana Agnesi; Милано, 16. мај 1718 — Милано, 9. јануар 1799) је била италијанска математичарка, лингвисткиња и филозофкиња, а позната је и по свом добротворном раду. Написала је прву књигу која је садржала и интегрални и диференцијални рачун. Била је почасни члан болоњског Универзитета.
Према Дирку Стројку, Марија Ањези је прва значајна жена математичар од времена Хипатије (пети век н. е.).
Марија је врло рано била примећена као чудо од детета. Већ са пет година говорила је француски и италијански језик. До своје тринаесте године научила је и грчки, хебрејски, шпански, немачки, латински и, вероватно, још неколико језика с обзиром да су је називали ходајући полиглота. Чак је држала часове својој млађој браћи.
Са девет година написала је и одржала говор на латинском у трајању од сат времена на једном академском скупу. Тема њеног излагања је било право жене на образовање. У време када је напунила петнаест година, њен отац је почео да окупља у својој кући круг најобразованијих људи у Болоњи, пред којима је Марија читала и разјашњавала серију теза о најнејаснијим филозофским питањима. Записи о овим окупљањима могу се наћи у књизи Lettres sur l'Italie коју је написао Charles de Brosses, и у делу Propositiones Philosophicae, које је објавио Пјетро Ањези 1738. године.
Упркос великом успеху, напунивши двадесет година, Марија је затражила од оца дозволу да се зареди. Иако је Пјетро одбио да јој испуни жељу, сложио се да од тог тренутка може да се повуче у неку врсту манастирског живота, тако што је остала да живи у родитељском дому, али без икаквих додира са спољашњим светом, уз могућност да одлази у цркву када год пожели. Постигавши на тај начин духовни мир, Марија се посветила изучавању алгебре и геометрије.
Емили ди Шател, блска пријатељица Волтера, била је прав научница која је примијетила везу између кинетичке енергије и импулса. Поновила је и описала експеримент који је проучавао везу између објеката који падају, са њиховом брзином. Добила је резултат који говори да удар предмета при паду није пропорционалан брзини, него квадрату брзине. Оно што је она уочила је доста допринијело каснијем проучавању у области Њутнове механике. (реф55). 1974. године превела је на француски Математичке принципе природне филозофије, Исак Њутн, укључујући и неке њене доприносе. Објављена је 10 година након њене смрти. Њен превод и рецензија допринијела је завршетку научне револуције у Француској и њеном прихватању у Европи.
Каролина Хершел је рођена 16. марта 1750. године у Хановеру. Отац, Исак, био је војни капелан у хановерском гардијском оркестру, а мајка Ана. Каролинин брат Вилијем био је такође познати астроном. У детињству је преболела тифус. Године 1757. Французи су окупирали Хановер. Вилијам бежи у Енглеску, где постаје учитељ музике. Године 1772. придружила му се и Каролина. Каролина се у Енглеској прочула као изванредна оперска певачица. Слободно време проводила је у раду са братом који је посматрао небо и правио нове телескопе. Брат ју је подучавао астрономији, математици и енглеском језику.
Године 1781. Вилијам Хершел открива нову планету, касније названу Уран. Енглески краљ Џорџ III именовао га је краљевским астрономом, чиме су Вилијам и Каролина били обезбеђени што се тиче финансија. Од тада су се потпуно посветили посматрању неба. Дана 1. августа 1786. Каролина је открила прву комету. У наредним годинама их је открила још седам. То је заинтересовало енглеског краља који јој је одредио годишњу плату од 50 фунти. Каролина је радила на сређивању небеске карте Џона Флемстида, оснивача опсерваторије Гринич. Допунила је атлас са 560 звезда. Двадесет година касније саставила је каталог звезда (2500 маглина).
Године 1822. вратила се у Хановер. Каролинин пријатељ био је чувени математичар и астроном Фридрих Гаус. Године 1835. постала је члан Британског краљевског друштва астронома. Постала је и члан Краљевске ирске академије. Краљ Пруске одликовао ју је златном медаљом за науку. Преминула је 9. јануара 1848. године у 98. години живота.

### Још неке научнице представнице 16. 17. и 18. вијека
| Вијек | Име             | Земља      | област        |
| ----- | --------------- | ---------- | ------------- |
| 16    | Софија Браге    | Данска     | астрономија   |
| 16    | Изабела Кортезе | Италија    | алхемија      |
| 16    | Катерина Витале | Малта      | Хемија        |
| 17    | Агнес Блок      | Холандија  | ботаника      |
| 17    | Џоана Думе      | Француска  | астрономија   |
| 17    | Њлизабет Вокер  | Енглеска   | фармакологија |
| 18    | Џејн Колден     | Америка    | биологија     |
| 18    | Кристина Рокати | Италија    | физика        |
| 18    | Мариа Лукин     | Швајцарска | ентомологија  |
| 18    | Маргарет Брајан | Британија  | филозофија    |

## Деветнаести вијек
Наука је остала углавном аматерска професија током почетка деветнаестог вијека. Допринос жена ограничен је њиховим искључивањем из најформалнијег научног образовања, али је почео да се препознаје пријемом у учећа друштва током овог периода.
Шкотска научница Мари Сомервил вршила је експерименте везане за мегнетизам, презентујући притом рад под насловом Магнетна својства љубичастих зрака соларног спектра Краљевском друштву 1826. Године, друга жена која је то учинила. Написала је и неколико математичких, астрономских, физичких и географских текстова, и била је снажан заговорник женског образовања. Године 1835. Она и Каролина Хершел су биле прве двије жене изабране за почасне чланове Краљевског астрономског друштва.
У САД, Марија Мичел открила је комету 1847. године, таође је допринијела прорачунима Наутичког алманаха. Она је постала прва жена чланица Америчке академије наука и умјетности 1848. године и Америчке асоцијације за напредак науке 1850. године.
Кримски рат(1854-6) је успоставио здравствену његу као професију, чинећи Флоренс Најтингејл познатим именом.
Приликом путовања на која су је родитељи слали, користила је прилику да обилази болнице и да разговара са стручњацима што су у њима радили. У повратку са путовања по Египту, током 1849/50. године је провела две недеље у Установи за ђаконесе у Кајзерсверту у Немачкој, где је научила о значају реда и диспциплине у здравственим установама, што јој је помогло на првом радном месту управника Установе за болесне госпође, где је радила од 1853. до Кримског рата 1854. Током Кримског рата је и сама оболела од кримске грознице (врста тифуса), због чега се претпоставља да се након рата вратила са хроничном туберкулозом, тако да је највећи део времена после рата провела у постељи. И поред тога наставила је да ради.
У свом раду је користила статистички метод, по узору на белгијскога статистичар Адолфа Квалтета. Статистику је сматрала кључном у доношењу мера које би спречиле даље оболевање и смрт. Радила је на реформама сестринства и јавног здравља.
Своје резултате сама је приказивала на графиконима пите и сачинила извештај под називом „Белешке о здрављу, ефикасности и болничкој администрацији у британској војсци”, које се сматрају њеним најбољим статистичким делом.
Фиби Сара Херта Ајртон (28. април 1854 – 23. август 1923) била је британски инжењер, математичар, физичар и проналазач. Познатија касније као Херта Ајртон, добила је Хјузову медаљу од стране Краљевског друштва за свој рад на електричном луку.
Ајртон је похађала Гиртон колеџ, Кембриџ, где је студирала математику и где ју је подучавао физичар Ричард Глејзбрук. Док је била на Кембриџу, Ајртон је конструисала сфигмоманометар (апарат за мерење крвног притиска), предводила је хорско друштво, основала је Гиртоново ватрогасно друштво, и заједно са Шарлот Скот је оформила је математички клуб. 1880. године је положила Математички Трипос, али јој Кембриџ није одобрио факултетску диплому јер је у то време женама додељивао само сертификате, а не потпуне дипломе. Ајртон је положила испите на Универзитету у Лондону, где је дипломирала 1881. године.
Након свог повратка у Лондон, Ајртон је зарађивала новац као наставник, водила је клуб за запослене жене и старала се о њеној непокретној сестри. Такође је своје математичке вештине употребила практично - предавала је у средњој школи Нотинг Хил енд Илинг и била је активна у осмишљавању и решавању математичких проблема, од којих су многи били издати у "Математичким питањима и њиховим решењима" из Educational Times.
Године 1884, Ајртон је патентирала шублер, инжењерско-цртачки инструмент за дељење линије на било који број једнаких делова и за увећавање и смањивање бројева. Шублер је био њен први изум и иако је његова првобитна употреба била са уметнике и за увећавање и смањивање, такође је био користан архитектама и инжењерима. Њена пријава за патент је финансијски подржана од стране Луизе Голдсмид и феминисткиње Барбаре Бодичон, које су јој заједно помогле. Њен изум је приказан на Изложби женских индустрија и придобио је много медијске пажње. То је био први од њених многих патената - од 1884. године све до њене смрти, Херта је регистровала 26 патената: 5 за математичке шублере, 13 за лучне лампе и електроде, и остатак за погон ваздуха.
Била је прва жена чланица Института за електро-инжењере. Желела је да представи свој рад пред Краљевским друштвом, али је одбијена због њеног пола, те је њен рад "Механизам електричног лука" уместо ње читао Џон Пери, 1901. године. Ајртон је такође прва жена која је добила признање Краљевског друштва, Хјузову медаљу, 1906. године, за њен рад и истраживање. 1904. године је први пут читала свој рад пред Краљевским друштвом.
Соња (Софија) Круковски Коваљевска (рус. Соня Круковски-Ковалевская; Москва, 15. јануар 1850 — Стокхолм, 10. фебруар 1891) је била математичар, писац и борац за женска права. Њена борба да себи обезбеди најбоље могуће образовање је омогућила женама да похађају универзитетске студије као равноправни студенти. Осим тога, њена достигнућа у математици су натерала њене мушке колеге да преиспитају своја старомодна схватања о женској инфериорности у односу на мушкарце у научном раду.
Соња је рођена 1850. у руској племићкој породици и одрасла је окружена луксузом. Међутим, није била баш срећно дете. Осећала се запостављеном, као средње дете, поред своје старије веома вољене сестре, Аните и млађег брата, Феђе, наследника. Током највећег дела детињства имала је веома строгу гувернанту која је васпитавање Соње да постана дама схватила као своју личну мисију. Као последица тога, Соња је постала поприлично нервозна и повучена што ју је пратило целог живота.
По завршетку средње школе Соња је чврсто одлучила да настави школовање на универзитетском нивоу. Међутим, најближи универзитет отворен и за жене био је у Швајцарској, а у то доба младим, неудатим женама није било дозвољено да путују саме. Како би решила тај проблем, Соња се, септембра 1868. удала за Владимира Коваљевског. Првих пар месеци брака су провели у Петерсбургу а затим отишли у Хајделберг где је Соња први пут привукла пажњу. Свима је била интересантна тиха млада Рускиња са изванредним академским угледом.
Соња је 1870. године одлучила да своје студије настави код Карла Вајерштраса на Универзитету у Берлину. Одмах је почео да је приватно подучава јер универзитет тада није дозвољавао женама да студирају.
У јуну 1874. Соња Коваљевска је добила докторску титулу од Универзитета у Гетингену (Göttingen). 1883. године добила је позив да предаје на Универзитету у Стокхолму од Вајерштрасовог бившег ученика Госте Митаг - Лефлера. У почетку је то било само привремено запослење, али пет година рада је било довољно да управа Универзитета схвати колико је Соња била значајна. Уследио је период великих успеха. Добила је трајно запослење на Универзитету, постала је уредник математичког часописа, написала је свој први рад о кристалима и, 1885, постала је шеф катедре за математику. У међувремену је са пријатељицом Аном Лефлер написала позоришни комад „Борба за срећу“.
Разболела се од упале плућа и депресије. 10. фебруара 1891. године, Соња Коваљевска је умрла. Цео научни свет је с тугом реаговао на ту вест. Током своје каријере, Соња је објавила десет радова из математике и математичке физике и неколико књижевних дела. Велики део њених научних радова садржао је фундаменталне теорије или је отварао врата будућим открићима. Нема сумње да је Соња Круковски Коваљевска била изванредна особа. Председник Француске академије наука, који је Соњи уручио награду Бордин, једном је рекао: „Наши чланови сматрају да њен рад сведочи не само о дубоком и широком образовању, већ и о уму невероватне инвентивности“.

## Двадесети вијек
Марија Склодовска-Кири (пољ. Maria Skłodowska-Curie; Варшава, 7. новембар 1867 — Саланш, 4. јул 1934) била је француска физичарка и хемичарка пољског порекла. Имала је француско и пољско држављанство. Већи део живота је провела у Француској, а тамо је и започела научну каријеру. Вршила је истраживања из хемије и физике. Жена је Пјера Кирија, а мајка Еве Кири и Ирене Жолио Кири.
У њена највећа достигнућа спадају: рад на теорији радиоактивности, техникама раздвајања радиоактивних изотопа као и откриће два нова хемијска елемента - радијума и полонијума. Под њеним личним надзором вршена су, прва у свету, истраживања о могућности излечења рака помоћу радиоактивности. Један је од оснивача нове гране хемије - радиохемије.
Двострука је добитница Нобелове награде, први пут 1903. године, из физике, заједно са мужем Пјером Киријем и Анријем Бекерелом за научна достигнућа у испитивању радиоактивности, а други пут 1911. године из хемије, за издвајање елементарног радона. Она је до данас остала једина жена која је Нобелову награду добила два пута.
У пољској тога доба жене нису могле ићи на универзитет па је Марија са старијом сестром Браниславом склопила договор да ће је финансијски помагати током њеног студирања медицине у Паризу, у замену за то да сестра њу почне финансијски да помаже, на исти начин, за две године. Због договора са сестром Марија се запошљава као гувернанта (кућни учитељ за млађу децу) у једној правничкој породици из Кракова, а потом у једној властелинској породици у којој је остала две године. Док је радила у овој породици заљубила се у Казимјежа Жоравског, будућег познатог математичара. Међутим Казимјежови родитељи су одбацили могућност венчања Казимјежа са сиромашном Маријом, тако да је она избачена са посла. Марија је нашла посао у другој породици, где је провела још годину дана, непрестано потпомажући сестру Браниславу.
Почетком 1890. године Бранислава, која се удала у Паризу, је позвала Марију да дође код ње. Међутим, Марија је и даље рачунала на брак са Казимјежом са којим се виђала у Варшави. Због тога је одбила понуду и вратила се код оца где је остала до 1891. године. У октобру те године је, после сестриног инсистирања и раскида везе за Казимјежом, ипак одлучила да оде за Француску.
Марија је 1891. године у Паризу, на Сорбони уписала студије на одсеку физике и хемије. Преко дана је студирала а ноћу радила дајући приватне часове. Године 1893. је положила као прва у генерацији и запослила се као лаборант у индустријској лабораторији у Липмановим постројењима (Lippman). Док је радила и даље је студирала, положивши и математику 1894. године.
Марија је 1894. године такође упознала и свог будућег мужа, француза Пјера Кирија (фр. Pierre Curie), који је у то време био на докторским студијама у Бекереловој лабораторији. Када је Пјер докторирао 1895. године, Марија се удала за њега.
Марија Монтесори (итал. Maria Montessori; Кјаравале, 31. август 1870 — Нордвик, 6. мај 1952) је била италијанска лекарка, образовни радник и педагог, филозоф и филантроп; најпознатија је по свом образовном систему „Монтесори“, који се односи на децу од рођења до адолесценције. Њене образовне методе су и данас у примени у великом броју државних и приватних школа широм света.
Лиза Мајтнер (Лизе/Елизе Мајтнер; Беч, 17. новембар 1878 — Кембриџ, 27. октобар 1968) је била аустријско-шведска физичарка која се интензивно бавила проучавањем феномена радиоактивности и нуклеарном физиком уопште.
Хенријета Свон Левит (енгл. Henrietta Swan Leavitt; 4. јул 1868—12. децембар 1921) била је амерички астроном. Открила је повезаност луминозности и периода цефеида. Радила је у Харвардској опсерваторији на Харвардској спектралној класификацији. Иако није била много запажена као жена научник, њени проналасци су први омогућили да се измере даљине до других галаксија. Након њене смрти, Едвин Хабл је помоћу њеног открића Цефеида успео да одреди да се свемир шири (погледати Хаблов закон).

## Нобелови Лауренти
Нобелова награда у економској науци је додијељена жени 41 пут између 1901 и 2010. године. Само је једна награђена два пута и то је Марија Склодовска-Кири, 1903. године за физику и 1911 за хемију. То значи да је 40 жена награђено Нобеловом наградом у овом периоду, од тога 17 њих у области физике, хемије, психологије и

### Хемија
- 2009. — Ада Јонат
- 1964. — Дороти Крауфут Хоџкин
- 1935. — Ирена Жолио Кири
- 1911. — Марија Кири

### Физика
- 1963. — Марија Геперт-Мајер
- 1903. — Марија Склодовска-Кири

### Психологија и медицина
- 2015. — Јују Ту
- 2014. — Меј-Брит Мозер
- 2009. — Елизабет Х. Блекберн
- 2009. — Керол Грајдер
- 2008. — Франсоа Баре-Синоузи
- 2004. — Линда Б. Бак
- 1995. — Кристијан Нуслај-Волхард
- 1988. — Гертруде Б. Елион
- 1986. — Рита Леви-Монталцини
- 1983. — Барбара МаКлинток
- 1977. — Розалин Јалоу
- 1947. — Герти Кори